# Aphiloscia jocquei
Aphiloscia jocquei är en kräftdjursart som beskrevs av Stefano Taiti och Franco Ferrara 1984. Aphiloscia jocquei ingår i släktet Aphiloscia och familjen Philosciidae. Inga underarter finns listade i Catalogue of Life.